# Sonja Firker
Sonja Firker ist eine deutsche Musikerin (Violinistin) und Sängerin.

## Leben
Nach dem Abitur studierte Sonja Firker Musikwissenschaft in Oldenburg und Berlin. Seit 1996 spielt sie im Quintett Mellow Melange und arbeitet als Studiomusikerin und TV-Backgroundmusikerin. Sie begleitete u. a. Seal,  Otto Waalkes, Udo Jürgens, Shania Twain, Lionel Richie, Bodo Wartke, Meat Loaf, Herbert Grönemeyer, Robbie Williams  sowie Sarah Connor. 1998 nahm sie zusammen mit Gabi Roter & Cem Arnold Süzer ihr Debütalbum  Paradies Türkis  auf. Ab 1999 absolvierte sie einen Kontaktstudiengang der Popularmusik an der Hamburger Musikhochschule.
Sonja Firker spielte die weibliche Hauptrolle in der Bremer Theaterproduktion Night Club und tritt als Lisa Hansen mit dem Casanova Society Orchestra auf. Ab Mitte 2017 spielte sie wöchentlich fünfmal als Gastgeberin im GOP Theater München.

## Diskografie

### Alben
- 1998: Paradies Türkis, O.R.P. Music – CD
- 2004: Himmel Hoch Sieben, Toca – CD
- 2013: Sonja Firker & Mellow Melange: Handbag, NIL Records – CD
- 2015: Sonja Firker & Cem Arnold Süzer: Himmel hoch sieben, TOCA – CD

### Begleitmusikerin
- 2013: Grossstadtgeflüster Oh, Ein Reh! (Album)
  - Wir haben uns gerade noch gefehlt